# Kościół św. Wawrzyńca w Zacharzowicach
Kościół św. Wawrzyńca w Zacharzowicach − zabytkowy kościół katolicki znajdujący się w Zacharzowicach w powiecie gliwickim w województwie śląskim. Jest kościołem filialnym parafii Wszystkich Świętych w Sierotach w dekanacie Toszek w diecezji gliwickiej.
Kościół znajduje się na Szlaku Architektury Drewnianej województwa śląskiego. W pobliżu kościoła przechodzą także:
- Szlak Okrężny Wokół Gliwic,
- Szlak Zacharzowicki.

## Historia
Pierwsze wzmianki o wsi Zacharzowice pochodzą z 1305 roku, zaś o kościele - z 1447 roku. W latach 1570−1629 kościół był przekazany w zarząd luteranom, których dziełem prawdopodobnie jest obecna świątynia, której budowę zainicjował zapewne pastor Petru Vulpes. Po 1629 r. scalono parafie w Zacharzowicach i Sierotach. Około 1675 roku dobudowano wieżę.Kościół wielokrotnie remontowano, m.in. w 1687, 1795, 1804, 1824−1827, 1845, 1896−1898, 1909, 1956 i 2011−2012 (remont wieży i kościoła).

## Architektura i wnętrze
Kościół orientowany, o konstrukcji zrębowej, z wieżą o konstrukcji słupowej i dachami krytymi gontem. Prezbiterium wydłużone, zamknięte trójbocznie. Zakrystia przylega do prezbiterium od północy. Nawa i wieża na planie kwadratu. W wieży zawieszony jest niewielki dzwon.

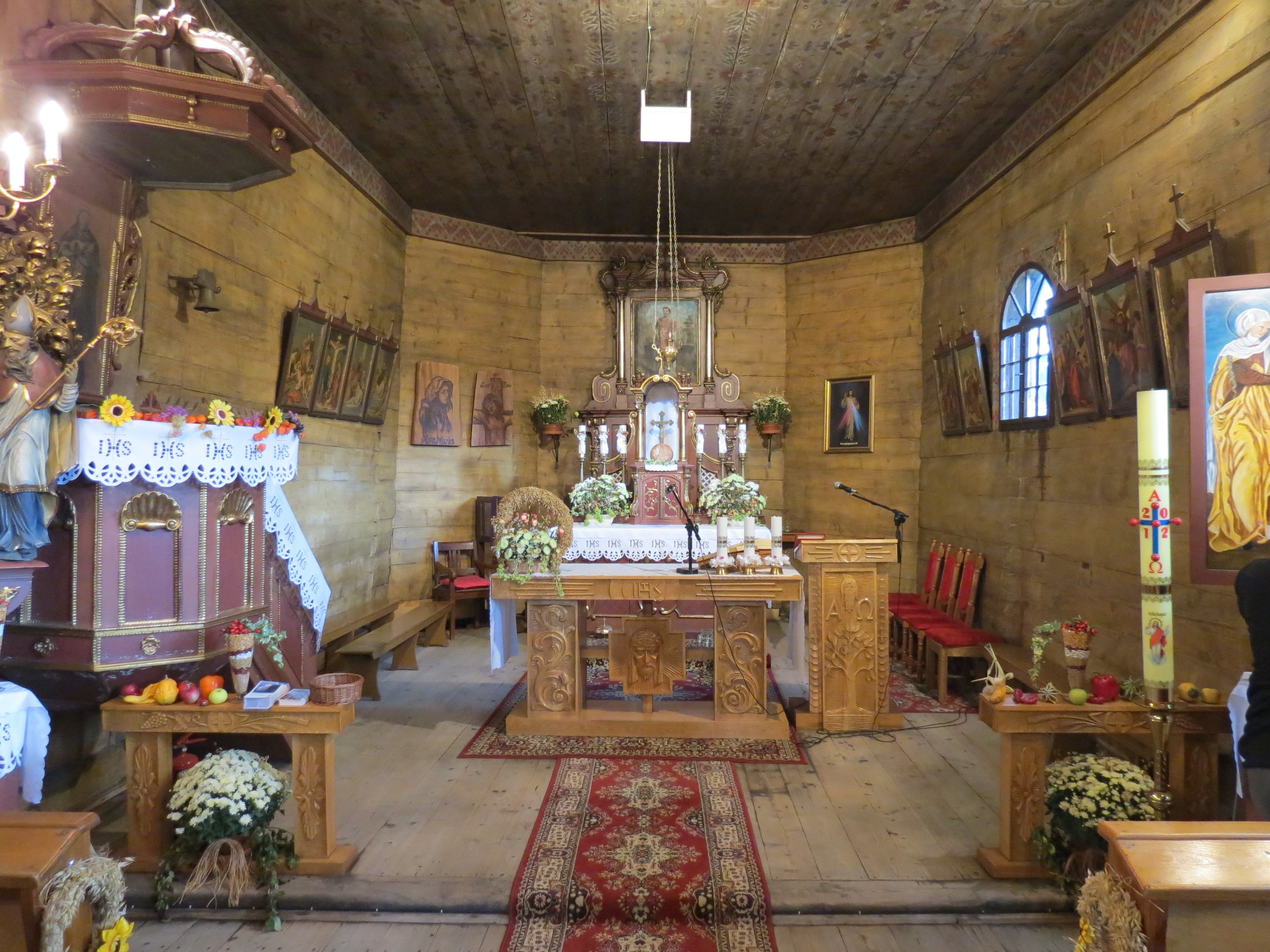
Wnętrze świątyni - prezbiterium

Polichromie pochodzące z około 1580 r. zostały zamalowane już w XVIII wieku, obecne pochodzą z około 1960 r. Ołtarz główny w stylu neobarokowym z 1897 r. zawiera obraz św. Wawrzyńca. Ołtarz boczny lewy, pochodzący z klasztoru w Jemielnicy, pochodzi sprzed 1720 r. i zawiera obrazy śś. Szymona i Judy Tadeusza oraz św. Krzysztofa. Rzeźby z tego ołtarza znajdują się z Pocysterskim Zespole Klasztorno-Pałacowym w Rudach. Ołtarz boczny prawy, z 1720 r., zawiera kopię późnogotyckiego tryptyku św. Anny Samotrzeć oraz wizerunki śś. Marii Magdaleny i Jadwigi (oryginalne wyposażenie skradziono w 1997). Barokowa ambona z 1687 roku z obrazem Matki Boskiej Niepokalanie Poczętej z XVII wieku.

## Otoczenie
Kościół znajduje się na cmentarzu, otoczonym płotem z desek. Przy wejściu do kościoła znajduje się krzyż "Boża Męka" z 1899 roku.